# Superiorat Rötz

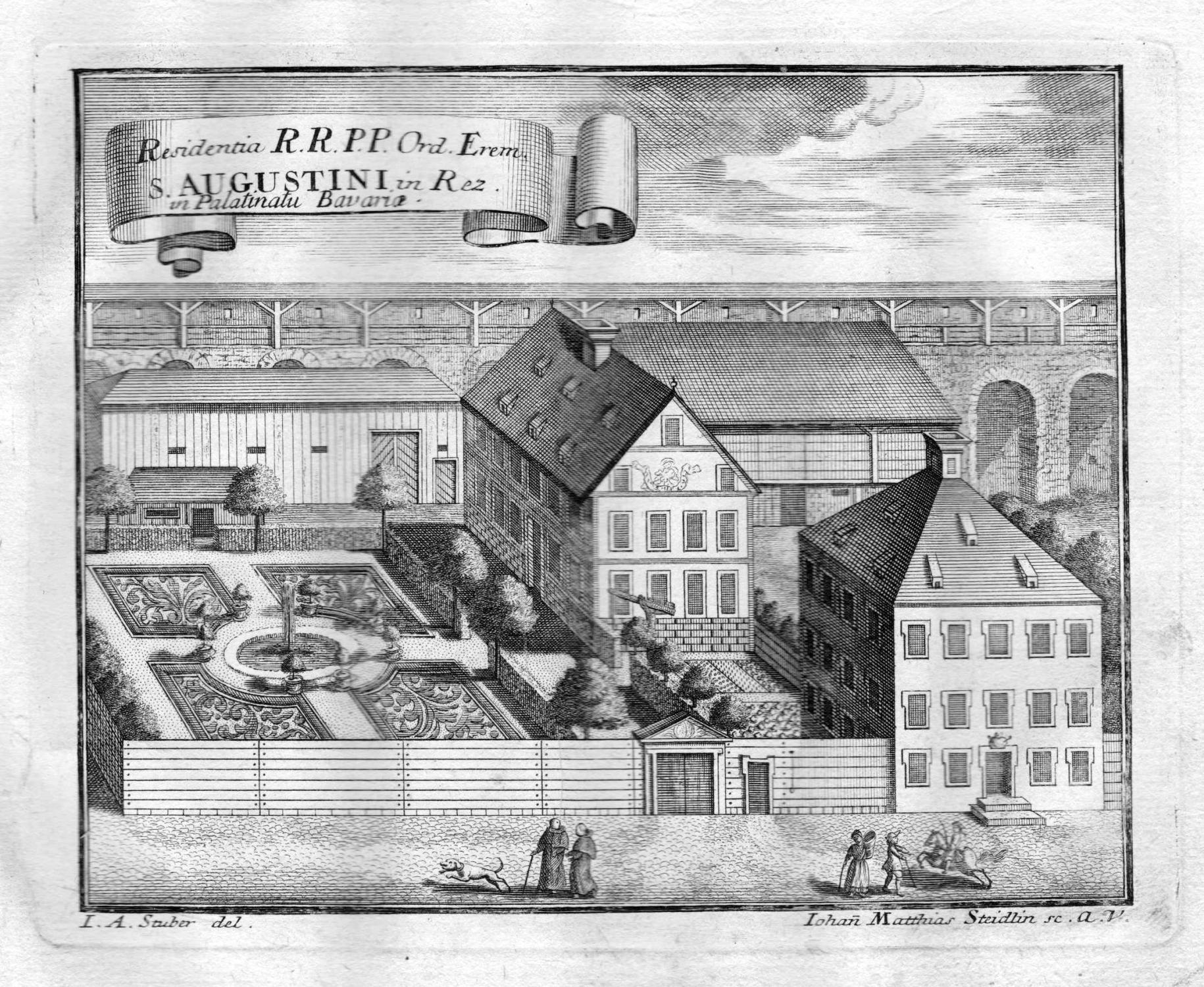
Kloster Rötz um 1731

Das Superiorat Rötz ist eine ehemalige Außenstelle des Augustinereremitenklosters des Klosters Schönthal in Rötz in Bayern in der Diözese Regensburg.

## Geschichte
Die Ordensniederlassung wurde 1297 eingerichtet, als Otto III. und Stephan I., Herzöge von Niederbayern, dem Kloster Schönthal das Patronatsrecht für die Pfarrei in Rötz übertrugen. Nach Konflikten in der Reformationszeit widersetzte sich die Bevölkerung den Mönchen, die die lutherische Lehre bekämpften. 1559 wurde darum die Niederlassung aufgehoben. 1631 kamen die Augustinereremiten im Zuge der Gegenreformation wieder nach Rötz. 1803 wurde die Niederlassung im Zuge der Säkularisation aufgelöst. Der Pfarrhof war von da an von Weltgeistlichen bewohnt.